# Indiens herrlandslag i landhockey

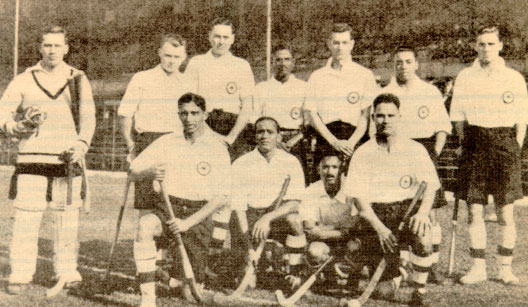
1928 års olympiska lag

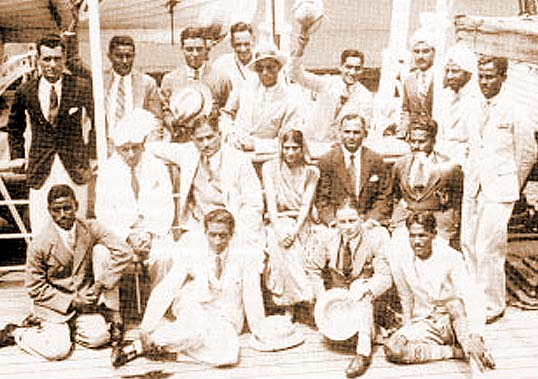
1932 års olympiska lag

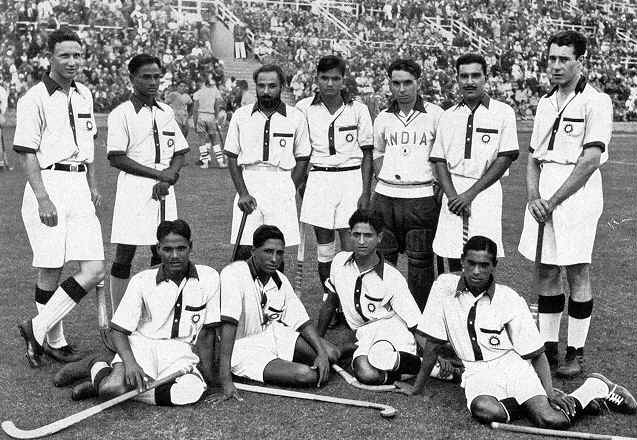
1936 års olympiska lag

Indiens herrlandslag i landhockey (engelska: India men's national field hockey team) representerar Indien i landhockey på herrsidan, och administreras av Indiens landhockeyförbund. Som första icke-europeiska nation gick man med i IHF.
Laget debuterade i olympiska sammanhang 1928, och tog samma år sitt första olympiska guld, och vann sedan sex raka olympiska guld fram till 1956, genom att gå obesegrade genom de olympiska turneringarna. Indien blev också världsmästare 1975 genom att finalbesegra Pakistan med 2-1 i finalen. 1980 blev Indien återigen olympiska mästare.

### Fotnoter
1. ↑  Todor Krastev (19 mars 1928). ”Men Field Hockey Olympic Games 1928 Amsterdam (NED) - 17-26.05 Winner India” (på engelska). Sport Statistics. Arkiverad från originalet den 5 mars 2016. https://web.archive.org/web/20160305195651/http://todor66.com/hockey/field/Olympic/Men_1928.html. Läst 27 juli 2015.
2. ↑  Todor Krastev (19 mars 1956). ”Men Field Hockey Olympic Games 1956 Melbourne (AUS) - 23.11-06.12 Winner India” (på engelska). Sport Statistics. Arkiverad från originalet den 5 mars 2016. https://web.archive.org/web/20160305194751/http://todor66.com/hockey/field/Olympic/Men_1956.html. Läst 27 juli 2015.
3. ↑  Todor Krastev (19 mars 1975). ”Men Field Hockey 3rd World Cup 1975 Kuala Lumpur (MAS) - 01-15.03 Winner India” (på engelska). Sport Statistics. Arkiverad från originalet den 18 maj 2015. https://web.archive.org/web/20150518084307/http://todor66.com/hockey/field/World/Men_1975.html. Läst 27 juli 2015.
4. ↑  Todor Krastev (19 mars 1980). ”Men Hockey XXII Olympic Games 1980 Moskva (URS) - 20-29.07 Dynamo Stadium - Winner India” (på engelska). Sport Statistics. Arkiverad från originalet den 5 mars 2016. https://web.archive.org/web/20160305195116/http://todor66.com/hockey/field/Olympic/Men_1980.html. Läst 27 juli 2015.